# Сучасне п'ятиборство
Суча́сне п'ятиборство — олімпійський вид спорту, який охоплює змагання зі стрільби, фехтування, кінного спорту, плавання та бігу (кросу) — дисциплін, неодмінних для офіцера кінця 19-го — початку 20 століття.

Сучасне п'ятиборство

Сучасне п'ятиборство вигадав П'єр де Кубертен. До програми олімпійських ігор воно входить з 1912 року. Змагання серед жінок включені до програми олімпіад з 2000 року.

## Дисципліни
Для фехтування використовується шпага. Змагання проводяться за коловою системою, тобто кожен спортсмен зустрічається з кожним іншим. Кожен бій триває до першого уколу, але не більше ніж хвилину. Якщо за хвилину жодному з супротивників не вдалося нанести укол, обом зараховується поразка.
Плавання проводиться на 200 метрів вільним стилем.
Змагання з кінного спорту — конкур, довжина траси якого 350—450 метрів. На трасі 12–15 перешкод. Коні розподіляються між спортсменами за жеребом. Перед виступом спортсмен отримує 20 хвилин для знайомства з конем.
Завершуються змагання лазер-раном (біг на дистанції 4 рази по 800 м та 4 стрільби між ними). Спортсмени стартують із затримкою, яка визначається відставанням в набраних очках від лідера. Спортсмен, який завершить лазер-ран першим, оголошується переможцем.

## В Україні
Українські спортсмени мають значні здобутки в сучасному п'ятиборстві. Серед них олімпійські чемпіони Іван Дерюгін, Павло Ледньов, Ткачук Вадим та Борис Онищенко та олімпійський призер Павло Тимощенко. На Чемпіонаті Європи 2019 року українські спортсмени Андрій Федечко і Владислав Ридванський посіли друге місце, здобувши титули віцечемпіонів Європи.